# آمبرا آنجولینی
آمبرا آنجولینی (ایتالیایی: Ambra Angiolini؛ زادهٔ ۲۲ آوریل ۱۹۷۷) بازیگر و خواننده اهل ایتالیا است. وی از سال ۱۹۹۲ میلادی تاکنون مشغول فعالیت بوده‌است.
از فیلم‌ها یا سریال‌های تلویزیونی او می‌توان به برداشت نخست خوب، یک کریسمس شگفت‌انگیز، خبرهایی از محل حفاری و پاینده‌باد ایتالیا اشاره کرد.